# カミオ
カミオ（英文名称camio）は、神奈川県横浜市港南区上大岡西の商業施設。株式会社上大岡都市開発が管理・運営にあたる。上大岡中央商店街の商店やさくら銀行ビルがあった一角を再開発し、2003年12月6日にオープンした。 地上4階から地下1階までの商業施設部分を「カミオ」、上層部の高層マンションを「横浜ヘリオスタワー」と称している。

## 主な入居店舗
- 地下1階
  - 京急百貨店スポーツ館「SPORTS DEPO」[1]
  - 横浜上大岡郵便局
- 1階
  - ひまわり市場 （食料品売場）
  - マクドナルド 上大岡カミオ店
  - ミスタードーナツ 上大岡駅前店
  - ドトールコーヒー 上大岡camio店
  - らあめん花月嵐
  - すき家
  - 三井住友銀行 上大岡支店
- 2階
  - ジョナサン 上大岡駅前店
  - ふらんす亭
  - 東急リバブル 上大岡営業所
  - 三井住友銀行 ATMコーナー
- 3階
  - 土間土間
  - はなの舞
  - ラ・パウザ
  - カワイ音楽教室
  - 囲碁さろんカミオ
  - 長沼静きもの学院
- 4階
  - 上大岡ゆう保育園
  - 上大岡公証役場
  - 横浜商工会議所南部支部

他、飲食店や医院、再開発前に営業していた店舗などが入居している。詳細は外部リンク参照。

## 交通
地下1階で横浜市営地下鉄上大岡駅と直結。京急本線上大岡駅へは地下鉄通路の他、京急百貨店3階に直結した歩道橋も利用できる。